# Ленс Девідс
Ленс Девідс (англ. Lance Davids, *11 квітня 1985, Кейптаун, ПАР) — південноафриканський футболіст, півзахисник «Льерс» та національної збірної ПАР.

## Клубна кар'єра
Ленс Девідс виступав за місцеві команди своєї провінції, а згодом його перспективного юнака запросили до відомого німецького клубу  «Мюнхен 1860», але закріпитися в основі йому не вдалося. Тому в 2006 році Ленс перебрався до Швеції й виступав за «Юргорден» в якому він себе дуже вдало зарекомендував. Але в 2009 році він, неочікувано, вирішив повернутися до Африки й спробував себе в «Суперспорт Юнайтед», а згодом й в рідному кейптаунському «Аяксі». А в 2010 році він знову підписав контракт з європейською командою, цього разу це був бельгійський «Льєрс». 
Учасник фінальної частини 19-ого Чемпіонату світу з футболу 2010 в Південно-Африканській Республіці.